# سیبل تورندایک
سیبل تورندایک (انگلیسی: Sybil Thorndike؛ ‏ ۲۴ اکتبر ۱۸۸۲ – ۹ ژوئن ۱۹۷۶) یک هنرپیشه اهل انگلستان بود.

## بخشی از فیلمشناسی
از فیلم‌ها یا برنامه‌های تلویزیونی که وی در آن نقش داشته‌است می‌توان به آثار زیر اشاره کرد.
- مکبث (۱۹۲۲)
- تاجر ونیزی (۱۹۲۲)
- سحرگاه (فیلم ۱۹۲۸) (۱۹۲۸)
- نیکلاس نیکلبی (فیلم ۱۹۴۷) (۱۹۴۷)
- ترس صحنه (۱۹۵۰)
- بانویی با چراغ (فیلم) (۱۹۵۱)
- جعبه جادویی (فیلم) (۱۹۵۱)
- شاهزاده و مانکن (۱۹۵۷)